# Городоцький район (Львівська область)
Городо́цький райо́н — колишній район України у центрі Львівської області на захід від обласного центра міста Львова. Районний та адміністративний центр — місто районного значення Городок. Населення становило 68 707 осіб (на 1 січня 2019). Площа району 727 км². Утворено 17 січня 1940 року. Межує з Яворівським, Пустомитівським, Миколаївським, Дрогобицьким, Самбірським та Мостиським районами.

## Географія
Територією Городоччини протікає кілька річок, найбільшою серед яких є Верещиця, що утворює на своєму шляху десятки (понад 84) ставів. У надрах району є поклади гончарної глини, вапняку, сірки, торфу, а також родовища природного газу. В економіці Городоччини домінує сільське господарство, основний його напрямок — тваринництво.
Орографічно Городоцький район лежав на стику кількох географічних районів. Південно-західна частина району межує зі західною окраїною Подільської височини (Подільське горбогір'я) у межах рівнинної території Опілля з абсолютними висотами 290—320 м н. р. м. Більша частина району лежала у північно-західній частині Передкарпаття у межах полого-хвилястої Сянсько-Дністровської вододільної рівнини з абсолютними висотами 270—290 м н. р. м. (в окремих випадках понад 300 м, наприклад біля сіл Галичани і Речичани) та акумулятивної плоскої, місцями заболоченої, терасової рівнини — Верхньодністровської улоговини з абсолютними висотами нижче 260 м н. р. м. Поверхня району рівнинна. Рівнини Городоччини за висотою над рівнем моря належать до височин, а за зовнішньою будовою — до хвилястих горбисто-увалистих та зандрових рівнин, розчленованих долинами річок Бистриця Тисменицька, Верещиця і Ставчанка, що є притоками Дністра різного порядку (басейн Чорного моря), а також річки Вишня, Раків, Глинець і Гноєнець, що є притоками Сяну (басейн Балтійського моря). Через територію району проходить Головний європейський вододіл.
Геоструктурно Городоччина належить до стику двох значних тектонічних структур — Західноєвропейської платформи (північно-східна частина району) та Карпатської складчастої системи (решта території району). Тектонічна межа між ними проходить за лінією Немирів—Городок—Розвадів. На цій межі розташований населений пункт Городоччини: Лісновичі.

## Історія Городка
Місто Городок розташоване над річкою Верещицею, лівою притокою Дністра, за 25 км від Львова. Основа постійного заселення міста почалась в період Київської Русі та інтенсивно розвивалась за часів Галицько-Волинського князівства (XI—XIV ст).
Вже на початку XIII ст Городок відігравав велику роль в економічному і політичному житті Галицько-Волинського князівства. Річка Верещиця була в минулому повноводною і судноплавною. Природно Городок лежав на важливому торговельному шляху, пов'язував Схід із Заходом, Південь із Північчю. На той час місто мало величезне господарське значення, як важливий центр торгівлі сіллю, тому сучасники називали його «Городок Соляний».
Галицько-Волинський літопис зафіксував, що у 1227 році новгородський князь Мстислав Удатний стояв зі своїм військом в Городку. Йому на допомогу прийшов зі своїм військом князь Данило Романович, щоб разом боронити Галицьке князівство від польсько-угорської навали.
Після загарбання Галичини шляхетською Польщею у XIV ст., вже 1387 р. Городок як окреме королівське місто увійшов до складу Львівської землі, а пізніше став центром Городоцького староства. За період p 1387 по 1434 р великий князь литовський і король Польщі Владислав II Ягайло часто навідувався і надовго зупинявся в Городку, тут він і помер у 1434 році. За Ягайла Городок входить до складу Руського воєводства як окреме королівське місто. В 1389 р. воно одержало магдебурзьке право, надання якого означало створення в місті органів самоврядування. На той час Городок розростався, окрім центральної частини ринку розбудовується передмістя — Львівське і Черлянське. У XV і на початку XVI ст. місто зазнало настільки сильних руйнувань і грабунку від татар, що змогло стати на ноги лише у XVI ст.
Поступово у місті відроджуються і розвиваються торгівля та промисли. Городок отримав право торгувати сіллю і став центром соляних складів. Важливим предметом експорту була риба, яку віддавна розводили в місцевих ставах.
У 1591 р. українці Городка створили церковне братство — Городоцьке братство — громадську організацію українських міщан, яка обстоювала національні права і виступала проти національного гніту, вела просвітницьку діяльність.

## Адміністративний устрій
Адміністративно-територіально район поділявся на 2 міські ради, 1 селищну раду та 29 сільських рад, які об'єднують 80 населених пунктів і підпорядковані Городоцькій районній раді. Адміністративний центр — місто Городок.

## Транспорт
Районом проходить автошлях E40.

## Населення
Розподіл населення за віком та статтю (2001)
| Стать | Всього | До 15 років | 15-24 | 25-44  | 45-64 | 65-85 | Понад 85 |
| --- | ------ | ----------- | ----- | ------ | ----- | ----- | -------- |
| Чоловіки | 34 600 | 7337        | 5407  | 10 872 | 7214  | 3615  | 155      |
| Жінки | 39 370 | 7016        | 5515  | 10 481 | 8323  | 7480  | 555      |
| \| Статево-вікова піраміда \| Статево-вікова піраміда \| Статево-вікова піраміда \| \| ----------------------- \| ----------------------- \| ----------------------- \| \| Чоловіки \| Вік \| Жінки \| \| 155 \| 85 + \| 555 \| \| 252 \| 80-84 \| 859 \| \| 634 \| 75-79 \| 1895 \| \| 1232 \| 70-74 \| 2344 \| \| 1497 \| 65-69 \| 2382 \| \| 1637 \| 60-64 \| 2193 \| \| 1397 \| 55-59 \| 1729 \| \| 1902 \| 50-54 \| 2055 \| \| 2278 \| 45-49 \| 2346 \| \| 2987 \| 40-44 \| 2929 \| \| 2772 \| 35-39 \| 2612 \| \| 2585 \| 30-34 \| 2475 \| \| 2528 \| 25-29 \| 2465 \| \| 2594 \| 20-24 \| 2502 \| \| 2813 \| 15-20 \| 3013 \| \| 3047 \| 10-14 \| 2859 \| \| 2448 \| 5-9 \| 2391 \| \| 1842 \| 0-4 \| 1766 \| |        |             |       |        |       |       |          |
| Статево-вікова піраміда |        |             |       |        |       |       |          |
| Чоловіки | Вік    | Жінки       |       |        |       |       |          |
| 155 | 85 +   | 555         |       |        |       |       |          |
| 252 | 80-84  | 859         |       |        |       |       |          |
| 634 | 75-79  | 1895        |       |        |       |       |          |
| 1232 | 70-74  | 2344        |       |        |       |       |          |
| 1497 | 65-69  | 2382        |       |        |       |       |          |
| 1637 | 60-64  | 2193        |       |        |       |       |          |
| 1397 | 55-59  | 1729        |       |        |       |       |          |
| 1902 | 50-54  | 2055        |       |        |       |       |          |
| 2278 | 45-49  | 2346        |       |        |       |       |          |
| 2987 | 40-44  | 2929        |       |        |       |       |          |
| 2772 | 35-39  | 2612        |       |        |       |       |          |
| 2585 | 30-34  | 2475        |       |        |       |       |          |
| 2528 | 25-29  | 2465        |       |        |       |       |          |
| 2594 | 20-24  | 2502        |       |        |       |       |          |
| 2813 | 15-20  | 3013        |       |        |       |       |          |
| 3047 | 10-14  | 2859        |       |        |       |       |          |
| 2448 | 5-9    | 2391        |       |        |       |       |          |
| 1842 | 0-4    | 1766        |       |        |       |       |          |

За даними всеукраїнського перепису населення 2001 року, національний склад населення був таким:
| національності | Кількість осіб | %     |
| -------------- | -------------- | ----- |
| українці       | 72 890         | 98,53 |
| росіяни        | 654            | 0,88  |
| поляки         | 295            | 0,40  |
| білоруси       | 51             | 0,07  |
| німці          | 11             | 0,01  |
| молдовани      | 10             | 0,01  |
| інші           | 63             | 0,09  |
| всього         | 73 974         | 100   |

## Політика
25 травня 2014 року відбулися Президентські вибори України. У межах Городоцького району було створено 74 виборчі дільниці. Явка на виборах складала — 82,89 % (проголосували 46 784 із 56 443 виборців). Найбільшу кількість голосів отримав Петро Порошенко — 74,51 % (34 859 виборців); Юлія Тимошенко — 9,80 % (4 586 виборців), Олег Ляшко — 6,59 % (3 085 виборців), Анатолій Гриценко — 4,37 % (2 046 виборців). Решта кандидатів набрали меншу кількість голосів. Кількість недійсних або зіпсованих бюлетенів — 0,61 %.

## Пам'ятки
- Пам'ятки історії Городоцького району
- Пам'ятки архітектури Городоцького району
- Пам'ятки монументального мистецтва Городоцького району